# حاجی‌محمد چمکنی
حاجی محمد چمکنی به عنوان رئیس جمهور موقت (بین ۳ قوس ۱۳۶۵ - ۸ میزان ۱۳۶۶ یا ۲۴ نوامبر ۱۹۸۶ - ۳۰ سپتامبر ۱۹۸۷) پس از برکناری ببرک کارمل از سمت رئیس دولت دموکراتیک افغانستان تعین گردید. وی از سال ۱۹۸۶ تا ۱۹۸۷ رئیس‌جمهور موقت افغانستان بود.
حاجی محمد در طول عمر خود عضو هیچکدام از احزاب سیاسی نبود. او شخص پرنفوذ و رئیس قوم چمکنی در مرز میان پاکستان و افغانستان بود. پس از اینکه محمدنجیب‌الله در کرسی ریاست جمهوری نشست حاجی محمد به عنوان معاون رئیس شورای انقلابی انتخاب گردید.